# Окулов, Валерий Михайлович
Вале́рий Миха́йлович О́кулов (род. 22 апреля 1952, Киров) — российский управленец, заместитель министра транспорта Российской Федерации (2009-2017), генеральный директор компании «Аэрофлот» (1997-2009). Действительный государственный советник Российской Федерации 2 класса (22 сентября 2011 года).

## Биография
В 1975 году окончил штурманский факультет Академии гражданской авиации в Ленинграде по специальности «инженер-штурман».
До 1985 года работал в свердловском объединённом авиаотряде Уральского управления гражданской авиации штурманом самолётов Ан-24, Ан-12, Ту-154. В 1985 году был переведён на работу в Центральное управление международных воздушных сообщений (Москва). Летал штурманом на самолётах Ту-154, Ил-86, Ан-124, работал ведущим штурманом-наставником центра подготовки авиационного персонала «Аэрофлота».
С 18 июля 1996 года — первый заместитель генерального директора ОАО «Аэрофлот — российские международные авиалинии» по организации и управлению производственными процессами.
С 12 марта 1997 года — исполняющий обязанности генерального директора ОАО «Аэрофлот — российские международные авиалинии» в связи с переходом прежнего генерального директора Евгения Ивановича Шапошникова на должность помощника Президента Российской Федерации по вопросам авиации и космонавтики. С 30 мая — генеральный директор.
С февраля 1999 года — член правления ОАО «Аэрофлот».
26 июня 1999 года был вновь избран в состав совета директоров ОАО «Аэрофлот».
Член совета директоров ОАО «АНТК им. Туполева». Специалист I класса. Входит в управляющий совет Международной ассоциации воздушного транспорта.
Официально владеет 0,0025 % акций «Аэрофлота».
26 марта 2009 года произошла отставка с поста генерального директора «Аэрофлота».
1 апреля 2009 года распоряжением Правительства Российской Федерации Валерий Окулов назначен заместителем министра транспорта Российской Федерации.
24 ноября 2017 года был освобождён от должности заместителя министра в связи с переходом на другую работу.

## Награды
- Орден Почёта (18 апреля 2012 года) — за достигнутые трудовые успехи и многолетнюю добросовестную работу[6]
- Благодарность Президента Российской Федерации (24 апреля 2008 года) — за большой вклад в развитие воздушного транспорта и многолетний добросовестный труд[7]
- Знак «За безаварийный налет»
- «Отличник Аэрофлота».

## Семья
Дважды женат. От первого брака сын Дмитрий. Женат вторым браком на дочери Бориса Ельцина и Наины Ельциной. От брака сын Иван и дочь Мария, замужем за Михаилом Жиленковым, а также падчерица Екатерина.